# C.B. Henriques
Carl Bertel Henriques (6. november 1870 i København – 13. juli 1957 i Gentofte) var en dansk jurist og højesteretssagfører.
C.B. Henriques var søn af grosserer Benny Henriques (død 1912) og hustru Betzy f. Bing (død 1916). Han blev student 1888 og cand.jur. 1893, blev overretssagfører 1897 og allerede højesteretssagfører 1906. 
Han var en nøglefigur i det danske juridiske miljø og var medlem af Sagførernes Hjælpe- og Understøttelseskomité; kasserer for Fængselsselskabet i København til 1951; formand for Mosaisk Trossamfunds repræsentantskab 1930-46; medlem af Den faste Voldgiftsret 1910-43; formand for Dansk Arbejdsgiverforenings faste voldgifts-kommission til 1943; formand for Børnehaveforeningen for Døvstumme til dens ophævelse i 1927; medlem af Den danske Sagførerforenings hovedbestyrelse til Foreningens ophævedes 1919; formand i Retsrådet 1919; medlem af Retsplejeudvalget 1919-46; medlem af bestyrelsen for den danske afdeling af Skandinaviske Juristmøder til 1949 og af Fængselsselskabernes fællesbestyrelse; formand for Højesteretsskranken 1929-36 og for Sagførergaarden, som blev opført 1937 på Nøjsomhedsvej på Østerbro på hans initiativ.
Han var Storkorsridder af Dannebrogordenen og Dannebrogsmand. Han forblev ugift.